# Nagroda im. Stefana Kardynała Wyszyńskiego Prymasa Tysiąclecia
Nagroda im. Stefana Kardynała Wyszyńskiego Prymasa Tysiąclecia – nagroda przyznawana od 2017 roku przez Zarząd Stowarzyszenia Absolwentów i Przyjaciół Wydziału Prawa Katolickiego Uniwersytetu Lubelskiego Jana Pawła II za:
„wybitne osiągnięcia naukowe, dydaktyczne, zawodowe bądź organizacyjne mające na celu szerzenie zasad katolickich zgodnie z dewizą Deo et Patriae”.

## Laureaci[2]
- 2017: ks. Ireneusz Skubiś, ks. prof. Wojciech Góralski, mec. Stefan Hambura
- 2018: ks. prof. Józef Krukowski, Peter Raina, Marek Jurek
- 2019: kard. Gerhard Ludwig Müller, abp Marek Jędraszewski, ks. Waldemar Cisło
- 2020: abp Andrzej Dzięga
- 2021: abp Jan Romeo Pawłowski, Przemysław Czarnek
- 2022: bp Jan Sobiło, Zbigniew Wojciechowski
- 2023: Instytut Prymasa Wyszyńskiego
- 2024: Wojciech Roszkowski